# یواس‌اس کنگره (۱۷۷۷)
یواس‌اس کنگره (۱۷۷۷) (به انگلیسی: USS Congress (1777)) یک کشتی بود که طول آن 126’ (between perpendiculars) بود. این کشتی در سال ۱۷۷۷ ساخته شد.